# Lefteris Fafalis
Eleftherios „Lefteris“ Fafalis (griechisch Ελευθέριος „Λευτέρης“ Φάφαλης, * 17. Februar 1976 in München) ist ein ehemaliger griechischer Skilangläufer und Biathlet. Er nahm an vier Olympischen Winterspielen teil.
Lefteris Fafalis wuchs in Deutschland auf und ist mit der deutschen Skilanglauf-Olympiasiegerin Viola Bauer verheiratet. Beide haben eine 2009 geborene gemeinsame Tochter und leben in Metsovo. Er studierte an der TU München Sportwissenschaften und arbeitet heute als Datenschutzbeauftragter. Fafalis war für den Verein EOS Metsovo aktiv. Neben gelegentlichen Ausflügen in den Biathlonsport widmete er sich vorrangig dem Skilanglauf. In Gällivare nahm er 1995 erstmals an den Juniorenweltmeisterschaften im Nordischen Skisport teil und wurde 78. über 10 Kilometer Klassisch und 53. über 30 Kilometer Freistil. Ein Jahr später kam er in Asiago nur über 10 Kilometer Klassisch zum Einsatz und wurde dabei 84.
Im Januar 1997 bestritt Fafalis in der Ramsau seine ersten FIS-Rennen bei den Männern, wenig später auch ein erstes Rennen im Skilanglauf-Continental-Cup. Ein erster Höhepunkt in der Karriere wurde die Teilnahme an den Nordischen Skiweltmeisterschaften 1997 in Trondheim, bei der der Grieche 83. über 30 Kilometer Freistil, 94. über 10 Kilometer Klassisch und 79. in der Verfolgung wurde. Ein Jahr später nahm er in Nagano an seinen ersten Olympischen Spielen teil. Über 10 Kilometer Klassisch belegte er den 86. Platz. 1999 nahm er in der Ramsau an seinen zweiten Weltmeisterschaften teil. Über 10 Kilometer Klassisch belegte er den 86. Platz, wurde 68. der Verfolgung sowie 57. über 50 Kilometer Klassisch. Im Dezember 1999 bestritt Fafalis mit einem Sprint in Engelberg, bei dem er 69. wurde, sein erstes Rennen im Skilanglauf-Weltcup. Er sollte im Weltcup in seiner Karriere nie andere Rennen als im Sprint bestreiten. 2001 konnte er in Nové Město na Moravě als 36. eines Sprintrennens erstmals in die Nähe der Punkteränge vordringen. Es folgte die Teilnahme an den Nordischen Skiweltmeisterschaften 2001 in Lahti. Hier wurde er 68. über 15 Kilometer Klassisch und 50. des Freistil-Sprints.
Nächster Höhepunkt wurden die Olympischen Winterspiele 2002 von Salt Lake City, wo er auch Fahnenträger Griechenlands während der Eröffnungsfeier war. Bei den Wettkämpfen in Soldier Hollow wurde Fafalis über 15 Kilometer Klassisch 65., im Freistil-Sprint 40. sowie in der Verfolgung 68., wobei er sich nicht für den zweiten Teil der Verfolgung, das Freistilrennen qualifizieren konnte. 2003 gewann er in Pigadia mit einem Freistil-Sprintrennen erstmals ein FIS-Rennen. Einen Monat später wurde er bei den Nordischen Skiweltmeisterschaften 2003 im Val di Fiemme 35. des Freistil-Sprints. 2004 wiederholte er seinen Sieg beim FIS-Sprint in Pigadia. Wenig später wurde er bei einem Continentalcup-Sprint in Forni Avoltri Dritter. Seinen wohl größten internationalen Erfolg erreichte Fafalis, als er 2005 bei einem Weltcup-Sprint in Nové Město 17. werden konnte und damit erstmals Weltcuppunkte gewann. Damit untermauerte er seine Stellung als der wohl beste griechische Skilangläufer seiner Generation. Bei den Weltmeisterschaften 2005 in Oberstdorf konnte er als 40. des Klassik-Sprints nicht an diese Leistung anknüpfen. In Vernon konnte er in der folgenden Saison 2005/06 als 30. eines Sprints nochmal einen Punkt im Weltcup gewinnen. 2006 gewann er wieder den Sprint in Pigadia, der mittlerweile im Rahmen des Balkan-Cups durchgeführt wurde.
Es folgten die Olympischen Spiele von Turin, bei denen Fafalis 2006 einzig im Freistil-Sprint antrat und dort bei den Rennen in Pragelato Plan 29. wurde. Bei der Eröffnungsfeier war er erneut Fahnenträger Griechenlands. Mehr Einsätze als bei den Olympischen Spielen im Jahr zuvor hatte der Grieche wieder bei den Weltmeisterschaften 2007 in Sapporo. Über 15 Kilometer Freistil wurde er 48., 42. des Klassik-Sprints und mit Grigoris Moschovakos 18. des Freistil-Team-Sprints. 2008 gewann er erneut den Balkca-Cup-Sprint in Pigadia und wenig später wurde er in seinem Heimatort Metsovo Griechischer Meister im Sprint. Ein Jahr später wurde er in Seli Sprint-Vizemeister hinter Dimitrios Kappas, gewann aber den Titel über 15 Kilometer Klassisch. Bei den Weltmeisterschaften 2009 in Liberec war der Grieche für den Sprint gemeldet, trat jedoch nicht an. Letzte internationale Meisterschaften und Abschluss der Karriere wurden die Sprintwettkämpfe der Olympischen Spiele 2010 in Vancouver. In Whistler Olympic Park kam er auf den 50. Platz des Klassik-Sprints.
Im Biathlon bestritt Fafalis seine ersten internationalen Rennen 2003 im Rahmen des Europacups. In Windischgarsten wurde er bei seinem ersten Sprint 45. Es blieb sein bestes Ergebnis in der Rennserie. Erste internationale Meisterschaften wurden die Biathlon-Europameisterschaften 2003 in Forni Avoltri, bei denen er 55. des Einzels wurde. Daran schlossen sich die Biathlon-Weltmeisterschaften 2003 in Chanty-Mansijsk an. In Sibirien wurde Fafalis 89. des Einzels und 82. des Sprints. Es waren zugleich seine besten Ergebnisse im Biathlon-Weltcup, für den er sich außerhalb von Weltmeisterschaften nie qualifizieren konnte. 2005 nahm er in Hochfilzen nochmals an den Weltmeisterschaften teil und belegte die Plätze 105 im Einzel und 108 im Sprintrennen.

## Weltcupstatistik
Die Tabelle zeigt alle Platzierungen (je nach Austragungsjahr einschließlich Olympische Spiele und Weltmeisterschaften).
- 1.–3. Platz: Anzahl der Podiumsplatzierungen
- Top 10: Anzahl der Platzierungen unter den ersten zehn (einschließlich Podium)
- Punkteränge: Anzahl der Platzierungen innerhalb der Punkteränge (einschließlich Podium und Top 10)
- Starts: Anzahl gelaufener Rennen in der jeweiligen Disziplin

| Platzierung         | Einzel | Sprint | Verfolgung | Massenstart | Staffel | Gesamt |
| ------------------- | ------ | ------ | ---------- | ----------- | ------- | ------ |
| 1. Platz            |        |        |            |             |         |        |
| 2. Platz            |        |        |            |             |         |        |
| 3. Platz            |        |        |            |             |         |        |
| Top 10              |        |        |            |             |         |        |
| Punkteränge         |        |        |            |             |         |        |
| Starts              | 2      | 2      |            |             |         | 4      |
| Stand: Karriereende |        |        |            |             |         |        |